# Impeach My Bush
Impeach My Bush è il quarto album in studio della cantante canadese Peaches, pubblicato nel 2006.

## Tracce
1. Fuck or Kill – 0:49
2. Tent in Your Pants – 2:52
3. Hit It Hard – 3:25
4. Boys Wanna Be Her – 3:55
5. Downtown – 3:31
6. Two Guys (For Every Girl) – 4:04
7. Rock the Shocker – 3:00
8. You Love It – 3:00
9. Slippery Dick – 3:02
10. Give 'er – 3:01
11. Get It – 4:05
12. Do Ya – 2:35
13. Stick It to the Pimp – 3:49